# ثيسالون
ثيسالون هي بلدة، في كندا، تقع في Algoma District ‏، بلغ عدد سكانها 1,286  نسمة وذلك حسب إحصائيات سنة 2016، تبلغ مساحتها 4.52 كيلومتر مربع.قتال

## الموقع
تشترك في الحدود مع:
- Huron Shores [الإنجليزية]‏.

## أعلام
- جاك ماركل
- جون فولرتون